# ستيابنيك (سلوفاكيا)

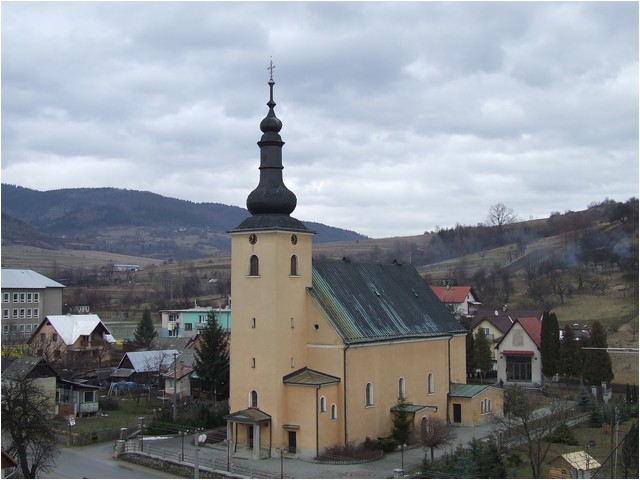
صورة لبلدة ستيابنيك

ستيابنيك (لغة:Štiavnik) قرية وبلدية بمنطقة بيتتشا في إقليم جيلينا شمال سلوفاكيا. عدد سكانها 4042 (احصاء 2016).

## وصلات خارجية
- ا